# Уилбър
Уилбър (на английски: Wilbur) е град в окръг Линкълн, щата Вашингтон, САЩ. Уилбър е с население от 914 жители (2000) и обща площ от 3,5 km². Намира се на 662 m надморска височина. ЗИП кодът му е 99185, а телефонният му код е 509.